# Rachel Conhoff
Rachel Conhoff (* in Christiansted) ist eine Leichtathletin von den Amerikanischen Jungferninseln, die sich auf den Mittelstreckenlauf spezialisiert hat.

## Sportliche Laufbahn
Erste Erfahrungen bei internationalen Meisterschaften sammelte Rachel Conhoff, die an der Indiana State University studiert, im Jahr 2023, als sie bei den Zentralamerika- und Karibikspielen in San Salvador in 4:42,99 min den siebten Platz im 1500-Meter-Lauf belegte.
2023 wurde Conhoff Landesmeisterin der Amerikanischen Jungferninseln über 1500 Meter.

## Persönliche Bestleistungen
- 800 Meter: 2:15,89 min, 16. April 2022 in Princeton
- 1500 Meter: 4:35,43 min, 8. Mai 2022 in Collegeville
- 3000 m Hindernis: 11:21,78 min, 7. Mai 2022 in Collegeville (Landesrekord)